# Đặng Ái Việt
Đặng Ái Việt, còn gọi là Đặng Thị Bông, sinh năm 1948 tại xã Tân Bình, huyện Cai Lậy, tỉnh Tiền Giang, Việt Nam. Bà là một họa sĩ, thực hiện dự án mỹ thuật có tên gọi "Hành trình nét thời gian" với nội dung kí hoạ chân dung Mẹ Việt Nam Anh hùng trên khắp mọi miền đất nước Việt Nam.
Tính đến năm 2023, hoạ sĩ Đặng Ái Việt đã hoàn thành ký hoạ xong 2.647 bức chân dung Mẹ Việt Nam anh hùng. Năm 2020, bà được phong tặng danh hiệu Anh hùng lao động thời kì đổi mới.